# Héctor Cámpora
Héctor José Cámpora Demaestre (Buenos Aires, 26 de março de 1909 — Cuernavaca, 18 de dezembro de 1980), foi um político e odontologista argentino que presidiu o país desde 25 de Maio de 1973 até 13 de Julho do mesmo ano.

## Carreira
Cámpora venceu as eleições com 49,5% dos votos, visto que Juan Perón estava inapto a se candidatar por restrições do governo militar que presidia a Argentina. Na sua posse esteve presente o então presidente do Chile Salvador Allende.
Sua primeira medida foi, conforme havia prometido, anistia aos presos políticos. Em 28 de maio de 1973, a Argentina retomou as relações diplomáticas com Cuba, interrompidas durante o período militar. Em 27 de maio de 1973, a lei 20.508 foi promulgada a vangloriar-se a libertação de todos os presos políticos que haviam sido presos durante a ditadura antiperonista, foi estabelecido que ninguém poderia ser processado por suas crenças políticas ou pessoais.
Procurou estabelecer um pacto social entre a Confederação Geral do Trabalho, o empresariado nacional e o Estado, que incluiu aumentos salariais e congelamento de preços. Voltou com as diretrizes econômicas do governo Perón anterior, com uma política nacionalista, distribucionista, e destinada a atrair investimentos. Seus primeiros resultados foram bastante positivos: a inflação diminuiu (de 62% para 17% ao ano), os salários reais recuperaram por 13,33%, e se inverteu a situação da balança de pagamentos, devido ao acúmulo de superávits comerciais fora. O aumento dos salários e o crescimento da despesa pública encorajaram a atividade doméstica.
Juan Perón voltou ao país em 20 de junho. Cámpora renunciou em 13 de julho de 1973, para abrir caminho para a eleição de Juan Domingo Perón e convocou novas eleições - nas quais Perón foi reeleito com mais de 62% dos votos.
Ao assumir seu segundo mandato, Perón nomeou Cámpora como embaixador no México. Diante do golpe militar de 1976, refugiou-se na Embaixada do México em Buenos Aires, onde permaneceu por mais de três anos, até que lhe foi dada permissão para voar a este país, onde morreu pouco depois.